# Progress (大久保伸隆のアルバム)
『progress』は、大久保伸隆の通算3作目のオリジナルアルバム。2013年7月27日にオフィシャルサイト先行発売開始。同年9月18日には、HMV店舗を始めとする全国のCDショップで発売。レーベルはRen'dez-vous。

## 概要
- 前作『Flight Night Party 2』から約1年9ヶ月振りとなるオリジナルアルバム。
- ライブ会場と通信販売のみで流通していた1stアルバムと2ndアルバム、新曲で構成される3rdアルバムをボックスにまとめたもの。（CDケースは通常の仕様）
  - 1stと2ndのジャケットはニュー・バージョンとなっており、ライブ写真やオフショットを使用したポストカード5枚を封入。
  - 在籍していたバンドSomething ELse時代のヒット曲「ラストチャンス」を含む5曲をセルフ・カヴァー、さらに5曲の新曲と、「途中」のリミックスを収録。
- 3rdアルバム単品での販売も受け付ける。詳細はオフィシャルサイトを参照。

## 収録曲

### DISC 1 (Flight Night Party)
All songs arranged by 大久保伸隆＆深沼元昭
1. Feeling 
作詞：大久保伸隆　作曲:広沢タダシ
2. ライムライト 
作詞：大久保伸隆　作曲:広沢タダシ
3. サイン 
作詞：大久保伸隆　作曲:広沢タダシ
4. 秋風 
作詞：大久保伸隆　作曲:広沢タダシ
5. あの日にずっと(acoustic ver.) 
作詞：大久保伸隆　作曲:古家学
6. 夏ヶ丘 　
作詞：大久保伸隆　作曲:広沢タダシ
7. シール 
作詞：大久保伸隆　作曲:広沢タダシ
8. グライダー(acoustic ver) 
作詞：大久保伸隆　作曲:広沢タダシ
9. 1-2-3 
作詞：大久保伸隆　作曲:深沼元昭
10. ワンシーン 
作詞：大久保伸隆　作曲:広沢タダシ

### DISC 2 (Flight Night Party 2)
1. try 
作詞：大久保伸隆　作曲:丸山和弘 / 編曲:大久保伸隆 & okamu
2. passage 
作詞：大久保伸隆　作曲:広沢タダシ / 編曲:大久保伸隆
3. スピード 
作詞：大久保伸隆　作曲:広沢タダシ / 編曲:大久保伸隆
4. 紫陽花 
作詞：大久保伸隆　作曲:深沼元昭 / 編曲:大久保伸隆 & 深沼元昭
5. 雪解け 
作詞：大久保伸隆　作曲: 丸山和弘/ 編曲:大久保伸隆 & okamu
6. ひかり 　
作詞：大久保伸隆　作曲:丸山和弘 / 編曲:大久保伸隆
7. 途中 
作詞・作曲・編曲：大久保伸隆
8. ストローク 
作詞：大久保伸隆　作曲:古家学 / 編曲:大久保伸隆
9. 終わりゆく色、始まりゆく色 
作詞：大久保伸隆　作曲:丸山和弘 / 編曲:大久保伸隆
10. 流星群 
作詞：大久保伸隆　作曲:丸山和弘 / 編曲:大久保伸隆

### DISC 3 (progress)
All songs arranged by 大久保伸隆＆okamu
1. セプテンバー 
作詞：大久保伸隆　作曲:丸山和弘
2. 1M 
作詞：大久保伸隆　作曲:今井千尋
3. カナリア 
作詞：大久保伸隆　作曲:広沢タダシ
4. ビデオテープ 
作詞・作曲：今井千尋
5. truth 
作詞：大久保伸隆　作曲:広沢タダシ
6. チェックの服 　
作詞：大久保伸隆　作曲:丸山和弘
7. 反省のうた 
作詞・作曲：今井千尋
8. ラストチャンス 
作詞・作曲：Something ELse
9. グッドバイ 
作詞：大久保伸隆　作曲:古家学
10. さよならは最後に言う 
作詞・作曲:今井千尋
11. 途中 -progress mix- 
作詞・作曲：大久保伸隆